# Elecciones municipales de 2015 en la provincia de Valladolid
Las elecciones municipales de España de 2015 en la provincia de Valladolid se celebraron el día 24 de mayo.

## Resultados en número de alcaldes
| Partido              | Alcaldes salientes | Alcaldes electos | Diferencia |
| PP                   | 174                |                  |            |
|                      | 40                 |                  |            |
| IU / Toma la Palabra | 3                  | 6.a              | 3          |
| Cs                   | 1b                 | 4                | 3          |
| Vox                  | 0                  | 1                | 1          |
| Independientes       | 4                  |                  |            |
| -------------------- | ------------------ | ---------------- | ---------- |

a Estos resultados corresponden a los obtenidos por la Coalición Toma la Palabra, en la que se integraron IU, EQUO e independientes en varios municipios de la provincia.
b Estos resultados corresponden a los obtenidos por Centro Democrático Liberal, partido que se integró en Ciudadanos de cara a las elecciones municipales y autonómicas del 24 de mayo de 2015.

## Alcaldes salientes y alcaldes electos en municipios de más de 2.000 habitantes
| Municipio                | Población | Alcalde saliente                 | Partido       | Alcalde electo o reelecto     | Partido                |
| Aldeamayor de San Martín | 4.891     | Bernardo Sanz                    |               | Fernando de la Cal            |                        |
| Arroyo de la Encomienda  | 17.572    | José Manuel Barrio               | Independiente | José Manuel Barrio            | Independiente          |
| Boecillo                 | 3.989     | Pedro Díez Ortega                | PP            | Ángeles Rincón                | Cs                     |
| Cabezón de Pisuerga      | 3.622     | Víctor Manuel Coloma             | PP            | Arturo Fernández Pérez        | Independiente          |
| Cigales                  | 5.008     | Luis Caballero                   | PP            | Pilar Fernández Pastor        |                        |
| Cistérniga               | 8.734     | Mariano Suárez                   |               | Mariano Suárez                |                        |
| Íscar                    | 6.678     | Alejandro García Sanz            | PP            | Luis Martín                   | CI-CCD                 |
| Laguna de Duero          | 22.555    | Luis Mariano Minguela            | PP            | Román Rodríguez de Castro     | Independiente          |
| Medina de Rioseco        | 4.906     | Artemio Domínguez González       | PP            | Artemio Domínguez González    | PP                     |
| Medina del Campo         | 21.274    | Teresa López Martín              |               | Teresa López Martín           |                        |
| Mojados                  | 3.184     | Pedro Villareal                  | PP            | Adolfo López Ramiro           |                        |
| Nava del Rey             | 2.091     | Guzmán Gómez Alonso              | PP            | Guzmán Gómez Alonso           | PP                     |
| Olmedo                   | 3.759     | Alfonso Centeno                  | PP            | Alfonso Centeno               | PP                     |
| Pedrajas de San Esteban  | 3.503     | Sergio Ledo                      |               | Alfonso Romo                  | PP                     |
| Peñafiel                 | 5.428     | Roberto Díez González            | PP            | Roberto Díez González         | PP                     |
| Portillo                 | 2.409     | Pedro Alonso                     | PP            | Juan Ignacio Álvarez García   |                        |
| Renedo de Esgueva        | 3.507     | Luis Fernández Carbajo           | PP            | Luis Fernández Carbajo        | PP                     |
| Santovenia de Pisuerga   | 4.155     | Germán Tejedor                   |               | Roberto de la Rosa            | (Toma la Palabra - IU) |
| Simancas                 | 5.331     | Miguel Rodríguez Ramón           | PP            | Alberto Plaza                 | PP                     |
| Tordesillas              | 8.973     | José Antonio González Poncela    |               | José Antonio González Poncela |                        |
| Tudela de Duero          | 8.717     | Óscar Soto                       |               | Luis Gómez Potente            |                        |
| Valladolid               | 306.830   | Francisco Javier León de la Riva | PP            | Óscar Puente                  |                        |
| Viana de Cega            | 2.031     | Alberto Collantes                | PP            | Alberto Collantes             | PP                     |
| Villanubla               | 2.484     | Félix Velasco                    |               | Félix Velasco                 |                        |
| Zaratán                  | 6.029     | Susana Suárez                    | PP            | Susana Suárez                 | PP                     |
| ------------------------ | --------- | -------------------------------- | ------------- | ----------------------------- | ---------------------- |

## Resultados en los municipios de más de 2.000 habitantes

### Aldeamayor de San Martín
- 11 concejales a elegir[6]
- Alcalde saliente: Bernardo Sanz Manso - PSOE
- Alcalde electo: Fernando Cal Bueno - PSOE[7]

| Fernando Cal Bueno           | PSOE               | 542   | 23,09% | 3 | 0 |  |  |  |
| Jacob Bermejo de la Cal      | PP                 | 531   | 22,62% | 3 | 0 |  |  |  |
| Félix Antonio Calleja Bolado | CI-CCDb            | 464   | 19,77% | 2 | 2 |  |  |  |
| Raquel Martínez Parra        | Cs                 | 253   | 10,78% | 1 | 1 |  |  |  |
| Jesús Ángel Martín Suárez    | SASMc              | 220   | 9,37%  | 1 | 1 |  |  |  |
| Francisco Antonio Lambás Cid | IU TOMA LA PALABRA | 203   | 8,65%  | 1 | 0 |  |  |  |
| Iluminado Sanz Rodríguez     | DRCyLd             | 81    | 3,45%  | 0 | 2 |  |  |  |
|                              |                    |       |        |   |   |  |  |  |
| Censo                        | Censo              | 3.735 | 100%   |   |   |  |  |  |
| Abstenciones                 | Abstenciones       | 1.318 | 35,29% |   |   |  |  |  |
| Votantes                     | Votantes           | 2.417 | 64,71% |   |   |  |  |  |
| Blancos                      | Blancos            | 53    | 2,26%  |   |   |  |  |  |
| Nulos                        | Nulos              | 70    | 2,90%  |   |   |  |  |  |

b Candidatura Independiente - Ciudadanos de Centro Democrático

c Somos Aldeamayor de San Martín

d Estos resultados corresponden a los obtenidos por Unidad Regionalista de Castilla y León, partido del que forma parte Democracia Regionalista de Castilla y León.

### Arroyo de la Encomienda
- 17 concejales a elegir[9]
- Alcalde saliente: José Manuel Barrio Marco - Independientes por Arroyo
- Alcalde electo: José Manuel Barrio Marco - Independientes por Arroyo

| José Manuel Barrio Marco         | IPAEe           | 3.313  | 37,41% | 8 | 4 |  |  |  |
| Verónica Calvo Rodríguez         | PSOE            | 1.224  | 13,82% | 3 | 1 |  |  |  |
| Raúl Nazario García Agudo        | SISEPAf         | 1.142  | 12,90% | 2 | 2 |  |  |  |
| José Antonio Otero Parra         | PP              | 914    | 10,32% | 2 | 1 |  |  |  |
| José Rafael Velasco Rivero       | Cs              | 894    | 10,10% | 2 | 2 |  |  |  |
| José Alberto Rodríguez Rodríguez | TOMA LA PALABRA | 432    | 4,88%  | 0 | 0 |  |  |  |
| Luis Miguel Jara de Castro       | CI-CCDg         | 344    | 3,88%  | 0 | 0 |  |  |  |
| Ángel Alonso Calvo               | Vox             | 235    | 2,65%  | 0 | 0 |  |  |  |
| David González García            | UPyD            | 182    | 2,06%  | 0 | 0 |  |  |  |
|                                  |                 |        |        |   |   |  |  |  |
| Censo                            | Censo           | 13.458 | 100%   |   |   |  |  |  |
| Abstenciones                     | Abstenciones    | 4.514  | 33,54% |   |   |  |  |  |
| Votantes                         | Votantes        | 8.944  | 66,46% |   |   |  |  |  |
| Blancos                          | Blancos         | 175    | 1,98%  |   |   |  |  |  |
| Nulos                            | Nulos           | 89     | 1,00%  |   |   |  |  |  |

e Independientes por Arroyo

f Si Se Puede Arroyo

g Candidatura Independiente - Ciudadanos de Centro Democrático

### Boecillo
- 11 concejales a elegir[10]
- Alcalde saliente: Pedro Luis Díez Ortega - PP
- Alcaldesa electa: María Ángeles Rincón Bajo - Cs[11]

| Santiago Hidalgo Chacel   | PP           | 703   | 34,78% | 4 | 3 |  |  |  |
| María Ángeles Rincón Bajo | Cs           | 585   | 28,95% | 4 | 4 |  |  |  |
| Elena Mangas Pérez        | PSOE         | 384   | 19,00% | 2 | 0 |  |  |  |
| José María Cabezas Peréz  | IU-Equo      | 242   | 11,97% | 1 | 0 |  |  |  |
| Javier Carreño Álvarez    | CI-CCDh      | 70    | 3,46%  | 0 | 0 |  |  |  |
|                           |              |       |        |   |   |  |  |  |
| Censo                     | Censo        | 2.980 | 100%   |   |   |  |  |  |
| Abstenciones              | Abstenciones | 922   | 30,94% |   |   |  |  |  |
| Votantes                  | Votantes     | 2.058 | 69,06% |   |   |  |  |  |
| Blancos                   | Blancos      | 37    | 1,83%  |   |   |  |  |  |
| Nulos                     | Nulos        | 37    | 1,80%  |   |   |  |  |  |

h Candidatura Independiente - Ciudadanos de Centro Democrático

### Cabezón de Pisuerga
- 11 concejales a elegir[12]
- Alcalde saliente: Víctor Manuel Coloma Pesquera - PP
- Alcalde electo: Arturo Fernández Pérez - Agrupación de Electores Cabezón Se Mueve[13]

| Víctor Manuel Coloma Pesquera | PP           | 777   | 38,95% | 5 | 1 |  |  |  |
| Arturo Fernández Pérez        | CsMi         | 607   | 30,43% | 3 | 3 |  |  |  |
| Luis Ángel Fernández Bayón    | PSOE         | 572   | 28,67% | 3 | 1 |  |  |  |
|                               |              |       |        |   |   |  |  |  |
| Censo                         | Censo        | 2.742 | 100%   |   |   |  |  |  |
| Abstenciones                  | Abstenciones | 713   | 26,00% |   |   |  |  |  |
| Votantes                      | Votantes     | 2.029 | 74,00% |   |   |  |  |  |
| Blancos                       | Blancos      | 39    | 1,95%  |   |   |  |  |  |
| Nulos                         | Nulos        | 34    | 1,68%  |   |   |  |  |  |

i Agrupación de Electores Cabezón Se Mueve

### Cigales
- 13 concejales a elegir[14] (se eligen 2 concejales más que en las elecciones municipales de 2011)
- Alcalde saliente: Luis Javier Caballero Barrigón - PP
- Alcalde electo: Pilar Fernández Pastor - PSOE[15]

| Luis Javier Caballero Barrigón | PP              | 864   | 36,66% | 5 | 0 |  |  |  |
| Pilar Fernández Pastor         | PSOE            | 836   | 35,47% | 5 | 0 |  |  |  |
| María del Pilar Carbajo Vélez  | TOMA LA PALABRA | 216   | 9,16%  | 1 | 1 |  |  |  |
| Jesús San Antolín Paredes      | CI-CCDj         | 186   | 7,89%  | 1 | 1 |  |  |  |
| Emiliano Reca Sotillo          | CTPk            | 165   | 7,00%  | 1 | 1 |  |  |  |
|                                |                 |       |        |   |   |  |  |  |
| Censo                          | Censo           | 3.785 | 100%   |   |   |  |  |  |
| Abstenciones                   | Abstenciones    | 1.333 | 35,22% |   |   |  |  |  |
| Votantes                       | Votantes        | 2.452 | 64,78% |   |   |  |  |  |
| Blancos                        | Blancos         | 90    | 3,82%  |   |   |  |  |  |
| Nulos                          | Nulos           | 95    | 3,87%  |   |   |  |  |  |

j Candidatura Independiente - Ciudadanos de Centro Democrático

k Cigales También Puede

### Cistérniga
- 13 concejales a elegir[16]
- Alcalde saliente: Mariano Suárez Colomo - PSOE
- Alcalde electo: Mariano Suárez Colomo - PSOE[17]

| Mariano Suárez Colomo     | PSOE               | 1.727 | 40,44% | 6 | 1 |  |  |  |
| Rosa María Serrano Alonso | PP                 | 821   | 19,23% | 3 | 1 |  |  |  |
| Marcos Díez Peñas         | IU TOMA LA PALABRA | 819   | 19,18% | 2 | 0 |  |  |  |
| Lorenzo Olaya Valdés      | CI-CCDl            | 763   | 17,87% | 2 | 2 |  |  |  |
|                           |                    |       |        |   |   |  |  |  |
| Censo                     | Censo              | 6.556 | 100%   |   |   |  |  |  |
| Abstenciones              | Abstenciones       | 2.188 | 33,37% |   |   |  |  |  |
| Votantes                  | Votantes           | 4.368 | 66,63% |   |   |  |  |  |
| Blancos                   | Blancos            | 140   | 3,28%  |   |   |  |  |  |
| Nulos                     | Nulos              | 98    | 2,24%  |   |   |  |  |  |

l Candidatura Independiente - Ciudadanos de Centro Democrático

### Íscar
- 13 concejales a elegir
- Alcalde saliente: Alejandro García Sanz - PP
- Alcalde electo: Luis María Martín García - CI-CCD

| Luis María Martín García  | CI-CCDk       | 1.729 | 46,58% | 6 | 3 |  |  |  |
| Marta Merlo de la Fuente  | PP            | 1.309 | 35,26% | 5 | 2 |  |  |  |
| María Carmen Acebes Gómez | PSOE          | 527   | 14,2%  | 2 | 0 |  |  |  |
| Julián Sanz Muñoz         | PCAS-TC-PACTO | 82    | 2,21%  | 0 | 0 |  |  |  |
|                           |               |       |        |   |   |  |  |  |
| Censo                     | Censo         |       | 100%   |   |   |  |  |  |
| Abstenciones              | Abstenciones  | 1.192 | 24,02% |   |   |  |  |  |
| Votantes                  | Votantes      | 3.771 | 75,98% |   |   |  |  |  |
| Blancos                   | Blancos       | 65    | 1,75%  |   |   |  |  |  |
| Nulos                     | Nulos         | 59    | 1,56%  |   |   |  |  |  |

k Candidatura Independiente - Ciudadanos de Centro Democrático

### Laguna de Duero
- 21 concejales a elegir[18]
- Alcalde saliente: Luis Mariano Minguela Muñoz - PP
- Alcalde electo: Román Rodríguez de Castro - Independientes por Laguna[19]

| Luis Mariano Minguela Muñoz          | PP                  | 2.540  | 22,20% | 5 | 3 |  |  |  |
| Román Rodríguez de Castro            | ILm                 | 2.378  | 20,78% | 5 | 2 |  |  |  |
| Juan de Dios José Tomás Biosca Pérez | PSOE                | 2.256  | 19,72% | 5 | 3 |  |  |  |
| Jesús Ángel Sáez Carrascal           | LSSPn               | 1.290  | 11,28% | 3 | 3 |  |  |  |
| Jesús Salamanca Tejero               | IU LAGUNA EN MARCHA | 1.117  | 9,76%  | 2 | 1 |  |  |  |
| Tomás Álvarez Tejedor                | Cs                  | 851    | 7,44%  | 1 | 1 |  |  |  |
| Alberto Carradilla Izquierdo         | CI-CCDl             | 381    | 3,33%  | 0 | 0 |  |  |  |
| María Rocío Garrido Marcos           | UPyD                | 292    | 2,55%  | 0 | 1 |  |  |  |
| Eloy Rull Perera                     | Vox                 | 119    | 1,04%  | 0 | 0 |  |  |  |
|                                      |                     |        |        |   |   |  |  |  |
| Censo                                | Censo               | 17.381 | 100%   |   |   |  |  |  |
| Abstenciones                         | Abstenciones        | 5.737  | 33,01% |   |   |  |  |  |
| Votantes                             | Votantes            | 11.644 | 66,99% |   |   |  |  |  |
| Blancos                              | Blancos             | 217    | 1,90%  |   |   |  |  |  |
| Nulos                                | Nulos               | 203    | 1,74%  |   |   |  |  |  |

l Candidatura Independiente - Ciudadanos de Centro Democrático

m Independientes por Laguna

n Agrupación de Electores Laguna Sí Se Puede

### Medina de Rioseco
- 11 concejales a elegir
- Alcalde saliente: Artemio Domínguez González - PP
- Alcalde electo: Artemio Domínguez González - PP

| Artemio Domínguez González   | PP                 | 1.154 | 39,16% | 5 | 2 |  |  |  |
| Julio Daniel Galván Lobato   | PSOE               | 868   | 29,45% | 4 | 1 |  |  |  |
| José Manuel Margareto Cuenca | Cs                 | 347   | 11,77% | 1 | 1 |  |  |  |
| Ángel Rubio Ortega           | RPo                | 264   | 8,96%  | 1 | 1 |  |  |  |
| César de Obeso San José      | CI-CCDñ            | 184   | 6,24%  | 0 | 0 |  |  |  |
| Luis Miguel Jiménez Jiménez  | IU TOMA LA PALABRA | 72    | 2,44%  | 0 | 1 |  |  |  |
|                              |                    |       |        |   |   |  |  |  |
| Censo                        | Censo              |       | 100%   |   |   |  |  |  |
| Abstenciones                 | Abstenciones       | 891   | 22,53% |   |   |  |  |  |
| Votantes                     | Votantes           | 3.064 | 77,47% |   |   |  |  |  |
| Blancos                      | Blancos            | 58    | 1,97%  |   |   |  |  |  |
| Nulos                        | Nulos              | 117   | 3,82%  |   |   |  |  |  |

ñ Candidatura Independiente - Ciudadanos de Centro Democrático

o Rioseco Puede

### Medina del Campo
- 21 concejales a elegir
- Alcaldesa saliente: María Teresa López Martín - PSOE
- Alcalde electo: María Teresa López Martín - PSOE

| María Teresa López Martín    | PSOE         | 4.027  | 37,9%  | 9 | 1 |  |  |  |
| Eduardo Marcos Pérez         | PP           | 3.389  | 31,89& | 8 | 2 |  |  |  |
| Jorge Barragán Ulloa         | GANA MEDINAs | 1.425  | 13,41% | 3 | 3 |  |  |  |
| Fidel Lambas Cid             | CI-CCDp      | 660    | 6,21%  | 1 | 0 |  |  |  |
| Jesús Ramón Rodríguez Galván | DRCyL        | 210    | 1,98%  | 0 | 0 |  |  |  |
| Heliodoro Romero Fernández   | UPyD         | 204    | 1,92%  | 0 | 0 |  |  |  |
| Lucidio Calzada Recio        | Cs           | 198    | 1,86%  | 0 | 0 |  |  |  |
| Rafael Monroy González       | INMEr        | 111    | 1,04%  | 0 | 0 |  |  |  |
| Rafael De Rueda Fernández    | CILUSq       | 46     | 0,43%  | 0 | 0 |  |  |  |
|                              |              |        |        |   |   |  |  |  |
| Censo                        | Censo        |        | 100%   |   |   |  |  |  |
| Abstenciones                 | Abstenciones | 5.861  | 34,86% |   |   |  |  |  |
| Votantes                     | Votantes     | 10.953 | 65,14% |   |   |  |  |  |
| Blancos                      | Blancos      | 356    | 3,35%  |   |   |  |  |  |
| Nulos                        | Nulos        | 327    | 2,99%  |   |   |  |  |  |

p Candidatura Independiente - Ciudadanos de Centro Democrático

q Ciudadanos Libres Unidos

r Iniciativa Medinense

s Gana Medina - Toma la Palabra

### Mojados
- 11 concejales a elegir
- Alcalde saliente: Pedro Villareal - PP
- Alcalde electo: Adolfo López Ramiro - PSOE

| Adolfo López Ramiro    | PSOE         | 887   | 53,11% | 6 | 2 |  |  |  |
| Irene Núñez Martín     | PP           | 685   | 41,02% | 5 | 0 |  |  |  |
| Araceli Rivero García  | CI-CCDt      | 39    | 2,34%  | 0 | 0 |  |  |  |
| Roberto Rodríguez Blas | Vox          | 16    | 0,96%  | 0 | 0 |  |  |  |
|                        |              |       |        |   |   |  |  |  |
| Censo                  | Censo        |       | 100%   |   |   |  |  |  |
| Abstenciones           | Abstenciones | 735   | 30,01% |   |   |  |  |  |
| Votantes               | Votantes     | 1.714 | 69,99% |   |   |  |  |  |
| Blancos                | Blancos      | 43    | 2,57%  |   |   |  |  |  |
| Nulos                  | Nulos        | 44    | 2,57%  |   |   |  |  |  |

t Candidatura Independiente - Ciudadanos de Centro Democrático

### Nava del Rey
- 11 concejales a elegir[20]
- Alcalde saliente: Guzmán Gómez Alonso - PP
- Alcalde electo: Guzmán Gómez Alonso - PP

| Guzmán Gómez Alonso | PP           | 837   | 55,39% | 6 | 0 |  |  |  |
| Cirilo Moro García  | PSOE         | 659   | 43,61% | 5 | 0 |  |  |  |
|                     |              |       |        |   |   |  |  |  |
| Censo               | Censo        | 1.752 | 100%   |   |   |  |  |  |
| Abstenciones        | Abstenciones | 206   | 11,76% |   |   |  |  |  |
| Votantes            | Votantes     | 1.546 | 88,24% |   |   |  |  |  |
| Blancos             | Blancos      | 15    | 0,99%  |   |   |  |  |  |
| Nulos               | Nulos        | 35    | 2,26%  |   |   |  |  |  |

### Olmedo
- 11 concejales a elegir[21]
- Alcalde saliente: Alfonso Ángel Centeno Trigos - PP
- Alcalde electo: Alfonso Ángel Centeno Trigos - PP

| Alfonso Ángel Centeno Trigos | PP           | 1.493 | 70,86% | 8 | 1 |  |  |  |
| María Blanco Ortúñez         | PSOE         | 550   | 26,10% | 3 | 1 |  |  |  |
|                              |              |       |        |   |   |  |  |  |
| Censo                        | Censo        | 2.888 | 100%   |   |   |  |  |  |
| Abstenciones                 | Abstenciones | 648   | 22,44% |   |   |  |  |  |
| Votantes                     | Votantes     | 2.240 | 77,56% |   |   |  |  |  |
| Blancos                      | Blancos      | 64    | 3,04%  |   |   |  |  |  |
| Nulos                        | Nulos        | 133   | 5,94%  |   |   |  |  |  |

### Pedrajas de San Esteban
- 11 concejales a elegir[22]
- Alcalde saliente: Sergio Ledo Arranz - PSOE
- Alcalde electo: Alfonso Romo Martín - PP

| Alfonso Romo Martín | PP           | 1.036 | 49,90% | 6 | 1 |  |  |  |
| Sergio Ledo Arranz  | PSOE         | 1.017 | 48,99% | 5 | 1 |  |  |  |
|                     |              |       |        |   |   |  |  |  |
| Censo               | Censo        | 2.671 | 100%   |   |   |  |  |  |
| Abstenciones        | Abstenciones | 549   | 20,55% |   |   |  |  |  |
| Votantes            | Votantes     | 2.122 | 79,45% |   |   |  |  |  |
| Blancos             | Blancos      | 23    | 1,11%  |   |   |  |  |  |
| Nulos               | Nulos        | 46    | 2,17%  |   |   |  |  |  |

### Peñafiel
- 13 concejales a elegir
- Alcalde saliente: Roberto Díez González - PP
- Alcalde electo: Roberto Díez González - PP

| Roberto Díez González            | PP                 | 995   | 37%    | 6 | 1 |  |  |  |
| Francisco Javier Herrera Platero | PSOE               | 607   | 22,57% | 3 | 1 |  |  |  |
| José Javier Puerto Benito        | Cs                 | 400   | 14,88% | 2 | 2 |  |  |  |
| José Luis Posac Zarza            | IU TOMA LA PALABRA | 307   | 11,42% | 1 | 1 |  |  |  |
| Jesús Cuadrado González          | CI-CCDu            | 252   | 9,37%  | 1 | = |  |  |  |
| Abel González Veganzones         | DN                 | 94    | 3,50%  |   |   |  |  |  |
|                                  |                    |       |        |   |   |  |  |  |
| Censo                            | Censo              | 4.091 | 100%   |   |   |  |  |  |
| Abstenciones                     | Abstenciones       | 1.366 | 33,39% |   |   |  |  |  |
| Votantes                         | Votantes           | 2.725 | 66,61% |   |   |  |  |  |
| Blancos                          | Blancos            | 34    | 1,26%  |   |   |  |  |  |
| Nulos                            | Nulos              | 36    | 1,32%  |   |   |  |  |  |

u Candidatura Independiente - Ciudadanos de Centro Democrático

### Portillo
- 11 concejales a elegir
- Alcalde saliente: Pedro Alonso Martín - PP
- Alcalde electo: Juan Ignacio Álvarez García -	PSOE

| Juan Ignacio Álvarez García | PSOE               | 665   | 41,48% | 5 | 1 |  |  |  |
| Pedro Alonso Martín         | PP                 | 566   | 35,31% | 4 | 2 |  |  |  |
| Jorge López López           | IU TOMA LA PALABRA | 343   | 21,40% | 2 | 1 |  |  |  |
|                             |                    |       |        |   |   |  |  |  |
| Censo                       | Censo              |       | 100%   |   |   |  |  |  |
| Abstenciones                | Abstenciones       | 393   | 19,15% |   |   |  |  |  |
| Votantes                    | Votantes           | 1.659 | 80,85% |   |   |  |  |  |
| Blancos                     | Blancos            | 29    | 1,81%  |   |   |  |  |  |
| Nulos                       | Nulos              | 56    | 3,38%  |   |   |  |  |  |

### Renedo de Esgueva
- 11 concejales a elegir
- Alcalde saliente: Luis Fernández Carbajo - PP
- Alcalde electo: Luis Fernández Carbajo - PP

| Luis Fernández Carbajo     | PP           | 867   | 49,88% | 6 | 0 |  |  |  |
| Eugenia María Pinedo Gómez | PSOE         | 434   | 24,97% | 3 | 0 |  |  |  |
| Óliver del Arco San Pablo  | Cs           | 346   | 19,91% | 2 | 2 |  |  |  |
|                            |              |       |        |   |   |  |  |  |
| Censo                      | Censo        |       | 100%   |   |   |  |  |  |
| Abstenciones               | Abstenciones | 846   | 31,86% |   |   |  |  |  |
| Votantes                   | Votantes     | 1.809 | 68,14% |   |   |  |  |  |
| Blancos                    | Blancos      | 91    | 5,24%  |   |   |  |  |  |
| Nulos                      | Nulos        | 71    | 3,92%  |   |   |  |  |  |

### Santovenia de Pisuerga
- 11 concejales a elegir
- Alcalde saliente: Germán Tejedor Quintana - PSOE
- Alcalde electo: Roberto Sánchez de la Rosa -  IU TOMA LA PALABRA

| Roberto Sánchez de la Rosa  | IU TOMA LA PALABRA | 748   | 37,27% | 5 | 3 |  |  |  |
| Germán Tejedor Quintana     | PSOE               | 736   | 36,67% | 4 | 0 |  |  |  |
| María Mercedes Blanco Roman | PP                 | 444   | 22,12% | 2 | 2 |  |  |  |
|                             |                    |       |        |   |   |  |  |  |
| Censo                       | Censo              | 3.227 | 100%   |   |   |  |  |  |
| Abstenciones                | Abstenciones       | 1.165 | 36,10% |   |   |  |  |  |
| Votantes                    | Votantes           | 2.062 | 63,90% |   |   |  |  |  |
| Blancos                     | Blancos            | 79    | 3,94%  |   |   |  |  |  |
| Nulos                       | Nulos              | 55    | 2,67%  |   |   |  |  |  |

### Simancas
- 13 concejales a elegir
- Alcalde saliente: Miguel Fernando Rodríguez Ramón - PP
- Alcalde electo: Luis Alberto Plaza Martín - PP

| Luis Alberto Plaza Martín | PP           | 1.181 | 44,85% | 7 | 1 |  |  |  |
| Elena Sanz Espeso         | PSOE         | 648   | 24,61% | 3 | 0 |  |  |  |
| Pedro Bardisa López       | Cs           | 551   | 20,93% | 3 | 3 |  |  |  |
| Leticia Casas Martín      | CI-CCDv      | 139   | 5,28%  | 0 | 0 |  |  |  |
|                           |              |       |        |   |   |  |  |  |
| Censo                     | Censo        | 4.140 | 100%   |   |   |  |  |  |
| Abstenciones              | Abstenciones | 1.251 | 31,63% |   |   |  |  |  |
| Votantes                  | Votantes     | 2.704 | 68,37% |   |   |  |  |  |
| Blancos                   | Blancos      | 114   | 4,33%  |   |   |  |  |  |
| Nulos                     | Nulos        | 71    | 2,63%  |   |   |  |  |  |

v Candidatura Independiente - Ciudadanos de Centro Democrático

### Tordesillas
- 13 concejales a elegir
- Alcalde saliente: José Antonio González Poncela - PSOE
- Alcalde electo: José Antonio González Poncela - PSOE

| José Antonio González Poncela           | PSOE            | 2.670 | 54,41% | 8 | 1 |  |  |  |
| Miguel Ángel Oliveira Rodríguez         | PP              | 1.444 | 29,43% | 4 | 2 |  |  |  |
| María de las Mercedes San José González | TOMA LA PALABRA | 424   | 8,64%  | 1 | 1 |  |  |  |
| José María Sigüenza Puertas             | DRCyL           | 211   | 4,30%  | 0 | 0 |  |  |  |
| Silvia Barquero Nogales                 | PACMA           | 46    | 0,94%  | 0 | 0 |  |  |  |
|                                         |                 |       |        |   |   |  |  |  |
| Censo                                   | Censo           |       | 100%   |   |   |  |  |  |
| Abstenciones                            | Abstenciones    | 2.026 | 28,68% |   |   |  |  |  |
| Votantes                                | Votantes        | 5.037 | 71,32% |   |   |  |  |  |
| Blancos                                 | Blancos         | 112   | 2,28%  |   |   |  |  |  |
| Nulos                                   | Nulos           | 130   | 2,58%  |   |   |  |  |  |

### Tudela de Duero
- 13 concejales a elegir[23]
- Alcalde saliente: Óscar Soto Palencia - PSOE
- Alcalde electo: Luis Javier Gómez Potente - PSOE[24]

| Luis Javier Gómez Potente  | PSOE         | 1.424 | 33,58% | 5 | 0 |  |  |  |
| Andrés Carretero Mena      | PP           | 1.108 | 26,13% | 3 | 2 |  |  |  |
| Salvador Arpa De La Fuente | IU-Equo      | 851   | 20,07% | 3 | 1 |  |  |  |
| Carolina Martín Palacín    | UPyD         | 433   | 10,21% | 1 | 0 |  |  |  |
| Mariano Jesús Ibáñez Díez  | CI-CCDw      | 294   | 6,93%  | 1 | 1 |  |  |  |
|                            |              |       |        |   |   |  |  |  |
| Censo                      | Censo        | 6.632 | 100%   |   |   |  |  |  |
| Abstenciones               | Abstenciones | 2.254 | 33,99% |   |   |  |  |  |
| Votantes                   | Votantes     | 4.378 | 66,01% |   |   |  |  |  |
| Blancos                    | Blancos      | 131   | 3,09%  |   |   |  |  |  |
| Nulos                      | Nulos        | 137   | 3,13%  |   |   |  |  |  |

w Candidatura Independiente - Ciudadanos de Centro Democrático

### Valladolid
- 29 concejales a elegir[25]
- Alcalde saliente: Francisco Javier León de la Riva - PP
- Alcalde electo: Oscar Puente Santiago - PSOE[26]

| Francisco Javier León de la Riva | PP             | 59.519  | 35,81% | 12 | 5  |  |  |  |
| Oscar Puente Santiago            | PSOE           | 38.591  | 23,22% | 8  | 1  |  |  |  |
| Manuel Saravia Madrigal          | VTLP           | 22.259  | 13,39% | 4  | 1v |  |  |  |
| María Del Rosario Chávez Muñoz   | SÍVAz          | 16.585  | 9,98%  | 3  | 3  |  |  |  |
| Jesús Javier Presencio Peña      | Cs             | 12.655  | 7,61%  | 2  | 2  |  |  |  |
| Pedro Jesús Arias Fraile         | CI-CCDx        | 6.749   | 4,06%  | 0  | 0  |  |  |  |
| César Toquero Acebes             | UPyD           | 2.708   | 1,63%  | 0  | 0  |  |  |  |
| Alfredo Fernández Martínez       | Vox            | 1.787   | 1,08%  | 0  | 0  |  |  |  |
| César Conde Hernáez              | PCPE           | 707     | 0,43%  | 0  | 0  |  |  |  |
| Antonio De Frutos Soto           | CILUSaa        | 515     | 0,31%  | 0  | 0  |  |  |  |
| Pablo Javier Cano Mielgo         | PCAS-TC-PACTO  | 374     | 0,22%  | 0  | 0  |  |  |  |
| Diego Velicia Miranda            | SAIny          | 334     | 0,20%  | 0  | 0  |  |  |  |
| Óscar Sánchez Rico               | FE de las JONS | 289     | 0,17%  | 0  | 0  |  |  |  |
| José Luis García Cancio          | DRCyL          | 259     | 0,16%  | 0  | 0  |  |  |  |
| Enrique Lemus Sánchez            | DN             | 220     | 0,13%  | 0  | 0  |  |  |  |
|                                  |                |         |        |    |    |  |  |  |
| Censo                            | Censo          | 248.026 | 100%   |    |    |  |  |  |
| Abstenciones                     | Abstenciones   | 79.845  | 32,19% |    |    |  |  |  |
| Votantes                         | Votantes       | 168.181 | 67,81% |    |    |  |  |  |
| Blancos                          | Blancos        | 2.678   | 1,61%  |    |    |  |  |  |
| Nulos                            | Nulos          | 1.952   | 1,16%  |    |    |  |  |  |

v En relación con los resultados obtenidos por Izquierda Unida, partido integrado en la plataforma municipalista Valladolid Toma la Palabra junto a otros partidos políticos como Equo y personas a título individual.

x Candidatura Independiente - Ciudadanos de Centro Democrático

y Solidaridad y Autogestión Internacionalista

z Sí Se Puede Valladolid

aa Ciudadanos Libres Unidos

### Viana de Cega
- 11 concejales a elegir
- Alcalde saliente: Alberto Jesús Collantes Velasco - PP
- Alcalde electo: Alberto Jesús Collantes Velasco - PP

| Alberto Jesús Collantes Velasco | PP                 | 599   | 51,28% | 6 | 0 |  |  |  |
| Orlando Aranzana Méndez         | PSOE               | 411   | 35,19% | 4 | 1 |  |  |  |
| Gloria Alonso Álvarez           | IU TOMA LA PALABRA | 121   | 10,36% | 1 | 1 |  |  |  |
|                                 |                    |       |        |   |   |  |  |  |
| Censo                           | Censo              |       | 100%   |   |   |  |  |  |
| Abstenciones                    | Abstenciones       | 374   | 23,60% |   |   |  |  |  |
| Votantes                        | Votantes           | 1.211 | 76,40% |   |   |  |  |  |
| Blancos                         | Blancos            | 37    | 3,17%  |   |   |  |  |  |
| Nulos                           | Nulos              | 43    | 3,55%  |   |   |  |  |  |

### Villanubla
- 11 concejales a elegir
- Alcalde saliente: Félix Velasco Gómez - PSOE
- Alcalde electo: Félix Velasco Gómez - PSOE

| Félix Velasco Gómez         | PSOE               | 794   | 62,47% | 8 | 2 |  |  |  |
| José Luis Barrero Martínez  | PP                 | 365   | 28,72% | 3 | 2 |  |  |  |
| Juan Antonio Hoyos González | IU TOMA LA PALABRA | 83    | 6,53%  | 0 | 0 |  |  |  |
|                             |                    |       |        |   |   |  |  |  |
| Censo                       | Censo              |       | 100%   |   |   |  |  |  |
| Abstenciones                | Abstenciones       | 610   | 31,84% |   |   |  |  |  |
| Votantes                    | Votantes           | 1.306 | 68,16% |   |   |  |  |  |
| Blancos                     | Blancos            | 29    | 2,28%  |   |   |  |  |  |
| Nulos                       | Nulos              | 35    | 2,68%  |   |   |  |  |  |

### Zaratán
- 13 concejales a elegir
- Alcaldesa saliente: Susana Suárez Villagrá - PP
- Alcalde electo: Susana Suárez Villagrá - PP

| Susana Suárez Villagrá        | PP                 | 1.129 | 39,26% | 6 | 0 |  |  |  |
| Jesús María Vegas Hernández   | PSOE               | 677   | 23,54% | 3 | 2 |  |  |  |
| José Vidal Polentinos Sánchez | AIZac              | 390   | 13,56% | 2 | 2 |  |  |  |
| Miguel Torres Escapa          | IU TOMA LA PALABRA | 280   | 9,74%  | 1 | 0 |  |  |  |
| Reinerio Braña Albillo        | Cs                 | 195   | 6,78%  | 1 | 1 |  |  |  |
| María Teresa Elizalde Baltar  | CI-CCDab           | 122   | 4,24%  | 0 | 0 |  |  |  |
|                               |                    |       |        |   |   |  |  |  |
| Censo                         | Censo              |       | 100%   |   |   |  |  |  |
| Abstenciones                  | Abstenciones       | 1.480 | 33,63% |   |   |  |  |  |
| Votantes                      | Votantes           | 2.921 | 66,37% |   |   |  |  |  |
| Blancos                       | Blancos            | 83    | 2,89%  |   |   |  |  |  |
| Nulos                         | Nulos              | 45    | 1,54%  |   |   |  |  |  |

ab Candidatura Independiente - Ciudadanos de Centro Democrático

ac Agrupación Independiente de Zaratán

## Elección de la Diputación Provincial
De acuerdo con el Título V de la Ley Orgánica 5/1985, de 19 de junio, del Régimen Electoral General los diputados provinciales son electos indirectamente por los concejales. Por la población de la provincia, la Diputación de Valladolid está integrada por 27 diputados.
Actúan como circunscripciones electorales para la elección de diputados los Partidos Judiciales existentes en 1979, y a cada Partido Judicial le corresponde elegir el siguiente número de diputados:
| Partido Judicial  | Diputados a elegir (2015) |
| Medina de Rioseco | 3                         |
| Medina del Campo  | 8                         |
| Valladolid        | 16                        |
| ----------------- | ------------------------- |

### Resultados globales
| Lista   | Votos   | Diputados | Variación |
| PP      | 105.135 | 13        | 4         |
| PSOE    | 77.859  | 10        | 1         |
| IU-Equo | 27.167  | 2         | 1         |
| Cs      | 18.308  | 1         | 1         |
| SÍVA    | 16.585  | 1         | 1         |
| ------- | ------- | --------- | --------- |

### Resultados por partido judicial
- Medina de Rioseco

| Lista | Votos | Concejales | Diputados | Variación |
| PP    | 5.977 | 201        | 2         | 0         |
| PSOE  | 4.178 | 83         | 1         | 0         |
| ----- | ----- | ---------- | --------- | --------- |

- Medina del Campo

| Lista | Votos  | Concejales | Diputados | Variación |
| PP    | 11.460 | 164        | 4         | 1         |
| PSOE  | 9.590  | 89         | 4         | 1         |
| ----- | ------ | ---------- | --------- | --------- |

- Valladolid

| Lista   | Votos  | Concejales | Diputados | Variación |
| PP      | 87.698 | 410        | 7         | 3         |
| PSOE    | 64.091 | 249        | 5         | 0         |
| IU-Equo | 25.469 | 21         | 2         | 1         |
| Cs      | 17.272 | 31         | 1         | 1         |
| SÍVA    | 16.585 | 3          | 1         | 1         |
| ------- | ------ | ---------- | --------- | --------- |